# Baladă

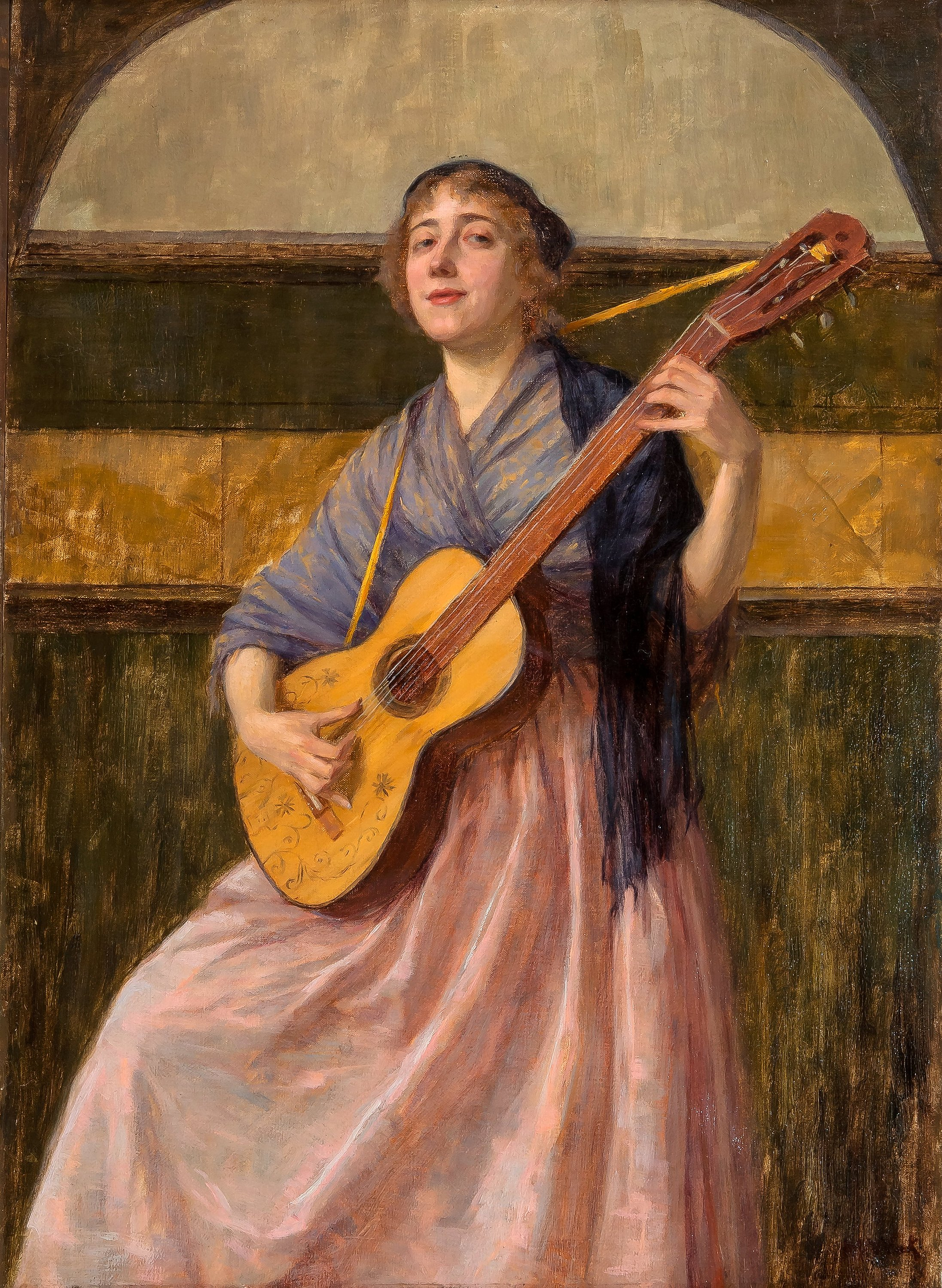
Maria Wiik, "Balada" (1898)

Balada (lat. ballare, pe filieră provensală, ballada – „dans“ / „cântec“; cf. fr. ballade) este o specie a genului epic înfățișându-se ca un amplu poem narativ, fără a exclude și unele accente lirice, unde, în general, se proiectează un eveniment eroic, având protagoniști, fie din timpuri istorice, fie din vremuri legendare, mitice, sau fantastice, fie din realitatea imediată, personaje prezentate mai ales în antiteză.
Vasile Alecsandri a fost cel care a introdus balada în anul 1852 în culegerea sa Poezii poporale, Balade (Cântece bătrânești).
În literatura română, specia este bogat reprezentată atât în sfera oralității – Pe-o Gură de Rai / Miorița (cu peste 1600 de variante; cele din Crișana – Ieste-un munte cu oi multe, Sântu-și trei păcurărași etc. – au conservat elementele de ceremonial / ritual eroic-funerar ce de-aproape șase milenii se datează în spațiul Daciei / Dacoromâniei – arheologic și cu C14 –, încă din orizontul cultural / civilizatoriu al anului 3400 î. Hr. – cf. Ion Pachia Tatomirescu, Istoria religiilor, vol. I, Timișoara, Editura Aethicus, 2001, p. 222), Meșterul Manole (conservând mitul fundamental pelasgo-thraco-dacic, sau dacoromânesc, al jertfei zidirii, atestat arheologic în Dacia / Dacoromânia, de-aproape șapte milenii, mai exact, din orizontul anului 4950 î. Hr.), Soarele și Luna, Toma Alimoș , Corbea, Iancu Jianu, Radu Calomfirescu, Pintea Viteazul, Constantin Brâncoveanu, Ghiță Cătănuță etc. –, cât și în sfera cultă – Andrii Popa de Vasile Alecsandri, Nunta Zamfirei de George Coșbuc, Pintea de Șt O. Iosif, Rică de Miron Radu Paraschivescu, Balada trupului care s-a frânt pe roată de Radu Gyr, Mistrețul cu colți de argint de Ștefan Augustin Doinaș, Moartea căprioarei de Nicolae Labiș, Balada neîncolțită de Nichita Stănescu, Jiana de Ion Pachia Tatomirescu, Balada lui Ion de Octavian Blaga etc.

## Balada populară și balada cultă

### Balada populară
Balada populară reprezintă o specie literară epică specifică literaturii populare românești. Balada populară relatează o acțiune eroică sau fapte neobișnuite din trecut și în care intervin uneori elemente fabuloase.

#### Caracterele baladei populare
- caracter oral (transmisă prin viu grai de-a lungul timpului)
- caracter sincretic
- caracter anonim (autor necunoscut)
- caracter colectiv
- caracter tradițional (versuri scurte, 5-6, 7-8 silabe, rimă împerecheată sau monorimă, și ritm trohaic)

#### Balade populare reprezentative
- Miorița (peste 1600 de variante)
- Monastirea Argeșului
- Gruia lui Novac
- Pintea Viteazul
- Toma Alimoș

### Balada cultă
Balada cultă pornește de la modelul celei populare, dar se deosebește de aceasta prin dinamica desfășurării acțiunii, ceea ce duce la o mai mare concentrare, și printr-o versificație mai îngrijită. Balada cultă modernă renunța în mare măsură la epic, din care păstrează o schemă generală, preferând simbolurile lirice, metafora, alegoria.

## Istoria baladei în literatura română
Balada a intrat în atenția „gândiriștilor“, îndeosebi a lui Nichifor Crainic și a lui Radu Gyr, încă dintre anii 1927 și 1930, deoarece în această specie s-au conservat mituri fundamentale dacoromânești: în «Meșterul Manole» – mitul jertfei zidirii și în «Miorița» / «Pe-o Gură de Rai» – "mitul mioritic", ori, mai exact spus, mitul armonizării părții în sacrul întreg cosmic etc. 
„Gândirismul“ baladesc al lui Radu Gyr. Exploatarea resurselor eposului eroic de către Radu Gyr își relevă prima rodire în volumul Plânge Strâmbă-Lemne, din 1927: «După cum anunță titlul – subliniază Ov. S. Crohmălniceanu – sunt puse să vorbească aici personajele basmelor noastre; ne întrețin pe rând: Strâmbă-Lemne, Sfarmă-Piatră, Muma Pădurii, Ileana Cosânzeana, Făt-Frumos, Zmeul, Statu-Palmă, Alb și Verde Împărat. Prin monologurile uriașilor ajungem iar la o lirică a „voiniciei“, care simte nevoia unei violente cheltuiri de forță fizică. Strâmbă-Lemne se laudă că a făcut „să trosnească“ viața, strângând-o în brațele lui (Chiot uriaș). Izvoarele unor atari puteri sunt anteice, căci gigantul, în momentele de cumpănă, răcnește: Dar tu, pământ, m-ajută și te crapă / Și dă-mi din seva ta să beau o gură – / Să dau de-a rostogolul cerul greu, / Și-un munte înșfăcând – cât nouă turle – / În frunte să-l țintesc pe Dumnezeu, / Să tune patru zări, când o să urle ! („Geamăt de uriaș“). 
Poetul trăiește existențele înaintașilor, comunicând cu ei în același duh al solului natal. Copil, a smălțuit cândva oale de lut, punându-și în sunetul lor sufletul (Dacul); pe vremea năvălirilor barbare, a oftat adânc, privind pustiirea țării și a scornit doina (Jupanul); în chilia unei mănăstiri, a scris psalmi românești și pentru asta a fost târât prin judecăți și zdrobit apoi pe roată (Călugărul); la curțile boierilor olteni, a cântat sub cerdacuri, dar, fiindcă a făcut să plângă o doamnă, ascultându-l, soțul ei a pus să fie tras în țeapă (Guzlarul). 
Radu Gyr are mereu la îndemână metafora și posedă un talent de a versifica remarcabil. (...) ...putem izola din Cerbul de lumină (1928), mai ales, excelentele momente lirice, cum e următorul, ce sugerează printr-o galopadă nebună insinuarea în suflet a unui sentiment neliniștitor: ... Se sfâșia amurgul în pomii de mărgean. / Izbea în zare vântul de fier, ca un ciocan, / Și se zbăteau arțarii aprinși, ca să se stingă... // Atunci, luându-mi pușca și roibul fără chingă, / pornii spre Olt în goană... De-aici, din stufărișuri, / mi se părea că toamna mă cheamă cu tăișuri / de strigăte de lișiți și gemete de plopi... / ... Din văgăuni, din mlaștini, din bălării, din gropi, / ieșea, adâncă, seara, vuind, ca o bulboană...» (Ov. S. Crohmălniceanu, Literatura română între cele două războaie mondiale, vol. II, București, Editura Minerva, 1974, p. 166 sq.). 
Un rafinat expresionism, cu extraordinare metafore plasticizant-revelatorii, se remarcă și în volumul Cununi uscate (1938), determinându-l pe criticul / istoricul literar Ovid S. Crohmălniceanu să mai noteze: «...metaforele „sublime“ sunt răspândite cu nemiluita: o cărăruie „unduiește pe lângă vis“ și „piere în fildeș“; crinii sunt „ciobani de borangic“; cârciumărese roșii țin hanurile lor deschise pentru gângănii zvelte; crăițele sfioase au „carne de madonă“; „amfore cu zări“ se răstoarnă peste un „ostrov de leneșe candori“; pomii, întinzând „aripe albe“, par „vulturi de cleștar“; în seara „roză“, luceferii, ca „păunii“, îi ciugulesc poetului din mâini. El e prin excelență seniorul acestui domeniu feeric: „Radu, cneazul gândacilor cerești“, „Gyr – prințul trist și leneș, domnind prin busuioc“, „vătaf peste lăcuste și lalele și logofăt pe crinii de gheață și topaz“. La sentimentul chtonic ne conduc adevărate orgii horticole.» (ibid., p. 163). 
O primă etapă resurecțional-baladescă daco-românească din secolul al XX-lea, mai precis, dintre anii 1927 și 1943, este cea „programatic-gândiristă“. Radu Gyr a încununat programul de la «Gândirea» privitor la revitalizarea speciei, a baladescului, în anul 1943, când a reușit să publice, în ciuda vremurilor vitregitoare ale războiului, un celebru volum de Balade, structurat pentaciclic: Fuga Lupului, Cântece, Țară, Mânăstiri și Fântâna cu pandur. Potrivit credințelor rămase în sfera Creștinismului Cosmic – specific Dacoromânilor, desigur, din Zalmoxianism –, sufletul eliberat / descătușat din „temnița trupului pământesc“ se îndreaptă („călăuzit“ de făpturile psihopmpe „specializate“ pe formele de relief spiritual ale Daciei / Dacoromâniei – Vidra Lătrătoare, în zona mătcii dunărene și a câmpiei, Lupul pentru zonele deluros-muntoase etc.) din Matcă în sacrul Munte / Cogaion (Kogaion), trece prin Gura de Rai („andreonul“ zalmoxian), unde-i Creierul Muntelui, de-aici înălțându-se (grație Bradului / Axis Mundi, ori păsărilor psihopompe, Măiastrele – Privighetoarea, Ciocârlia, Pajura etc.) în Lună (Sora Soarelui / Spuma Laptelui), pe fața-i nevăzută, putându-se metamorfoza și în Vârcolac (cf. Romulus Vulcănescu, Mitologie română, București, Editura Academiei Române, 1985, p. 303). 
În poemul – ce dă titlul primului ciclu din volumul publicat de Radu Gyr în 1943 –, Fuga lupului, făptura mitică din steagul strămoșilor cu știința de a se face nemuritori, Lupul, simbol al sufletului în traiectoria-i teluric-celestă, este surprins de poet în superb-expresioniste tonalități baladești: Mușcând paznicul, din cușca lui, spre munte, / lupul ca o flacără-a țâșnit... / Tremură pădurile pe frunte / cu inelul brumelor sfințit. // Lunecă din bahnele cețoase / miros vânăt de sălbăteciuni. / Vântul sur, pe labe somnoroase, / se târăște ca o fiară prin solduni. // Lupul fuge. Zări îi cad în blană. / Crengile: arcane, șbilțuri, bice. / Brazii clatină albastra lor capcană, / din puhoaie îl stropesc alice. // Îndărăt, se surpă vremea cu lung vuiet / ca o stâncă prăbușită. Jnepii fug. / Noaptea zornăie. Adâncurile suie. / Râpe-l beau. Și piscurile-l sug. // Dar ajuns pe mușchiul vârfurilor aspre, / cerul viu îi curge pe spinare / și văzduhul gâlgâind de astre / îl cuprinde-ntr-o lichidă-mbrățișare. // Lângă lup se gudură zănoage, / Feriga se bucură că-l simte, / vizuini flămânde și bârloage / cu urechi ciulite-i sar 'nainte. // Părul ca o ceață grea pe spate / se sbârlește de tăcere și de veac. / Stâncile îi joacă-n ochi, mirate, / botul linge umbrele, buimac... // Stă pe muchea gresiilor crunte, / năucit de spațiu și de piatră. // Roșie și rătăcind în munte, / luna vine din prăpastii, speriată. // Lupul mușcă, lacom, carnea lunii, / dinții se împlântă și sfâșie, / și, rupând ca dintr-o pradă vie, / de pe bot îi curge sângele genunii. (Radu Gyr, Balade, București, Editura Gorjan, 1943, p. 13 sq.). 
În ciclul secund, Cântece, autorul trece prin rafinăriile estetic-expresioniste motive din doine / balade dacoromânești (1. «Cucuruz cu frunza-n sus», 2. «Pasăre galbenă-n cioc», 3. «Cărăruie, cărăruie...», 4. «Ineluș-învârtecuș», 5. «Frunză, frunză de cucută», 6. «Bate vântul vinerea», 7. «De trei ori potcovii calul», 8. «Doi voinici trec peste Jii», 9. «Codrule», 10. «Sus, pe dealurile Cernii», 11. «Ziurel de ziuă», 12. «La poarta lui Ștefan-Vodă», 13. «Printre cimbru și susai» etc.), purtând receptorul în cele mai ozonate sfere ale catharsis-ului: Ineluș-învârtecuș, / moarte, joc cu lunecuș, / în ce inelar căzuși ? // Juvaerul tău de fum / toate le preschimbă-n scrum, / că podoaba-ți de nălucă / pică-n deget și-l usucă... // Ineluș-învârtecuș, / cu smaragdul jucăuș, / zâmbetele cu livezi / cum le stingi și le-nnoptezi ? / Mâinile, de ce le-nchizi / sub un zarzăr cu omizi ? («4», ibid., p. 39); uneori, în reverberări „molcom-thanatic-eroice“, cu Jiul aidoma funebrului vad / râu styxial, dar împlântat prin sacrele-i izvoare în baza Cogaionului: Jos în vad, la răgălii, / doi voinici trec peste Jii. // Unul cântă dor de ducă / pe-un cârlan ca o nălucă, / alb ca viscolele lunii, / alb ca-n Joia Mare prunii... // Altul tace – și pe față, / îi stă gândul ca o ceață. / Tace și-n frunzar se stinge, / pe un murg ca de funinge. // Jos, în vad, la răgălii, / doi voinici trec peste Jii. // Cântă unul. Luncă lină, / miruie-mi-l cu sulfină. / Crengile, miresele, / peste doru-i țese-le. / Noaptea cu poenele, / graurii cu penele, / să-i sfințească genele. // Tace altul. Și cum tace, / gem, în calea lui, răstoace. / Unde-i calcă murgul, pune / numai somn și uscăciune. / Iarba sfârâie, întoarsă, / frunza stă cu pleoapa arsă. // Jos, în vad, la răgălii, / doi voinici trec peste Jii. // Unul cântă... Ce zăpadă / i-nflorește-n trup livadă ? / Care stea în piept îi cântă ? / Ce grădini îl vor la nuntă ? / Care-amieze pădurețe / mi-l așteaptă să-l răsfețe ? / Haiducește,-mpărătește, / viața lui cu cerbi gonește. // Cântă. Și cu el în zare / merg grădinile călare. // Altul tace. Merge, unde ? / Către ce vâltori rotunde ? / Care noaptea mi-l înghite / cu tristețile-otrăvite ? / Care joagăre ca fierea / vor să-i ronțăie tăcerea ?... // (...) / Unul tace, altul cântă, / și cum trec și-n zări se-mplântă, / luna prin zăvoi se pierde / ca o șea de aur verde. («8» / ibid., p. 47 sq.). 
În ciclul al treilea, Țara, «vechi tărâm cu doine legănate, / unde Corbea putrezea în ocne joase, / între vipere ca bârnele de groase / și-ntre broaștele cât ploștile umflate...», cu «iezăre cu funduri de vioară, / peste gresii, peste zale de bicaz», cu apele în «chiote albastre de pandur», dând «buzna-n dimineți / cu spinări sbârlite de mistreți / și lichide vulpi de aur pur», cu suiș de «rai pe un picior de plai, / ca să vină heruvimi să-și moaie-n rouă / nufărul călcâiului bălai», cu munții arzându-și «rărunchii în uzină», cu «codri-adânci și câmpul cu tarlale», ducându-se pe căi ferate, la orașe, «ca să lingă cerul, cu furnale, / pântec de cuptoare să îngroașe», cu toamnă-visterie a țăndărilor «din viori de chihlimbar», lăsându-te să calci «peste brățări și-aurărie», să mergi «prin curcubeie și prin jar», căci «meri de purpură se scutură de stele / și Brumar miroase-a țuică și-a podgorii», cu «umbra zimbrului din fum de leaturi», în Țara, unde «horbote-au suflat pe zări de miere / mânăstiri de crin și de topaz», într-un profund patriotism, suntem întâmpinați de „icoane“ de Dac, aprinzându-și nestemata „în limpezimile zborului de săgeți“ («Dacul» – ibid., p. 73), de Descălecător, „pornind la vânătoare“ când soarele i s-a părut «un cap de zimbru» (Descălecătorul – ibid., p. 75), de Ctitor-de-Mânăstiri, de Tipăritor-de-Bucoavne, de Zidar-de-Argeș, de Cronicar, de Moț, ori de icoanele domnilor / „regilor“ fundamentali ai Daciei / Dacoromâniei Nord-Dunărene: Basarab, Țepeș, întruchipare a înaltului spirit justițiar valah peste ultima jumătate de mileniu (cf. Țepeș – ibid., p. 81), Ștefan cel Mare, Ioan Vodă, de icoanele sfinților-cărturari: Popa Ion Românu de Sâmpetru, Șincai, Mureșan (cf. ibid, pp. 79 – 110). 
În ciclul al patrulea, cinci balade sunt dedicate mânăstirilor fundamentale dacoromânești din salba carpatin-cogaionică: Tismana, Cozia, Frăsinei, Arnota și Mânăstirea-dintr-un-Lemn. 
Autohtonismul gândirist a culminat în anul 1943, în cel de-al cincilea ciclu, Fântâna cu Pandur, unde, mai întâi, protagonistul baladesc-liric ia întruchiparea puterii unui Salmoș-Zalmas-Zalmoxis, alăptat de ursoaică, așa cum este surprins și într-o celebră statuetă cogaionică aparținând culturii Turdaș-Vincea: Șase ani am supt la maică / și-un alt an la o ursoaică. // Foaie verde a cucutii, / alți opt ani am supt din butii / vin cu sânge de vultur, / să-mi stea fruntea în azur, / vin cu sânge gros de lup, / să-mi sbârlească pânda-n trup. // Frâng, pe după gât, un trunchi, / și-mi dă codrul în genunchi. / În frigare coc jivine, / chem răstoacele cu mine. / Umbra 'naltă prin sloduni / mi-o ling peșteri și furtuni. / Birui râpele la trântă, / munții mă poftesc la nuntă. / Beau din ploscă zarea-ntreagă, / îndes luna în dăsagă. / Cu țurcana, țurcă vie, / Svârlu-n rai la Sân-Ilie. // Cântul meu în rotocoale / vâjâe și dă târcoale. / Suflu cer peste voroave, / din luceferi fac potcoave, / că în grajdurile mele / roibii-s potcoviți cu stele / și ocale mari de vise, / pentru drumurile-nchise. // Noaptea, dorm pe-un braț de joarde / lângă sufletul ce arde. / Și prin somnul cu poiene / ies, din lacuri, Sânziene. / Vin, uitându-și apele, / să-mi sărute pleoapele / și să-mi dea comorile: / umerii cu zorile, / ochii cu livezile, / sânii cu zăpezile, / gura cu mărgelele, / coapsele cu stelele... («Vlagă», ibid., 135 sq.; slodun = "gorun" / "stejar brumăriu" – Quercus pedunculiflora). Sunt în acest ciclu și alte capodopere ale baladescului gyrian: Corbea, Balada ghiocului cu moarte-n Țarigrad, Răvaș de la Călugăreni, La Drăgășani, odată, Balada trupului care s-a frânt pe roată, Fântâna cu Pandur, Domnul de Rouă, Balada fetei de la Jiu, Balada fratelui care-a murit de ciumă etc.

## Resurecția baladei
Cercul literar de la Sibiu și «resurecția baladei» din mai 1945. În primăvara anului 1943, câțiva studenți de la Universitatea Clujean-Sibiană, au format – înrăzăriți de prezența, de spiritul lui Lucian Blaga – un cerc literar, unde s-au distins, între nenumărați alții: Radu Stanca, Ion Negoițescu, Cornel Regman, Ion Desideriu Sârbu, Ștefan Augustin Doinaș, Eugen Todoran, Ovidiu Drimba, Radu Enescu, V. Iancu, Letiția Papu, Eta Boeriu, Francisc Păcurariu, Ioanichie Olteanu, Deliu Petroiu ș. a. Gruparea este cunoscută în istoriile literaturii sub numele de 
Cercul literar de la Sibiu . „Actul de naștere“ al grupării, manifestul Ardealul estetic – o scrisoare către d. E. Lovinescu a „Cercului literar de la Sibiu“, „un protest împotriva ideologiei oficiale“, „o adeziune“ la modernism / lovinescianism, a fost publicat la 13 mai 1943, de cotidianul bucureștean Viața (nr. 743). 
Marele critic literar interbelic receptează cu promptitudine manifestul; în numărul (757) din 27 mai 1943, aceeași gazetă bucureșteană publică Răspunsul d-lui Eugen Lovinescu la scrisoarea „Cercului Literar din Sibiu“. Din ianuarie 1945, gruparea literară de la Sibiu are și un organ de presă, Revista Cercului Literar, în primul număr fiind publicat și articolul-program, Perspectivă, din care spicuim: «Manifestul Cercului Literar, spre deosebire de cele care l-au precedat, ca expresie a orientării generațiilor noi românești, n-a tins la inițierea unui curent nou, la revoluționarea tiparelor literare, la formulări îndrăznețe și la invenții frontale»; așadar, «aparent nici o voință de inovare, nici un experimentalism, nici o veleitate avangardistă; dimpotrivă, o voință de ordine, de încadrare în permanențele culturii; „esteții“ Cercului de la Sibiu se situau, de la început, pe o mai largă platformă axiologică decât aceea a estetismului de care fuseseră acuzați la apariția Manifestului; estetism ambiguu, dealtfel, al unor tineri scriitori care preconizau primatul esteticului în creația și judecata literară, respingând în același timp facilitățile unui estetism cultivat pentru grațiile unice ale esteticului; căutând „fenomenul artistic, orientări stilistice noi“, „cerchiștii“ se puneau „în slujba valorilor nepieritoare“ (...); foarte moderni, fără să ajungă la extremismul avangardei (...), estetismul Cercului Literar ancora arta într-o sferă care depășește infinit artisticul și, în același timp, dezancora arta lăsând-o să plutească în voie pe o mare a libertăților estetice, jucându-se – prin ironie, parodie și cochetărie dezinvoltă – cu riscurile autoanihilării artei; dovada cea mai peremptorie a acestui estetism ambiguu al poeților și criticilor Cercului Literar din Sibiu o găsim în tezele „cerchiștilor“ privind resurecția baladei.» (Nicolae Balotă – Poezia, I, Ed. Acad., 1980, p. 388). 
În eseul Resurecția baladei de Radu Stanca, un articol program al mișcării, publicat în Revista Cercului Literar, nr. 5 / mai 1945, balada i se înfățișează ca «o poezie lirică în care starea afectivă câștigă un plus de semnificație prin utilizarea unui material artistic învecinat (dramaticul)», baladescul reprezentând «în fond, o stare lirică dramatică», «o stare perpetuă de conflict dra-matic», elementul dramatic fiind «de natură anecdotică», având «conflict cu semnificații poetice și nu dramatice (ca în cazul poeziei pur dramatice)...».

## Radu Stanca și baladele
În realitate, după cum demonstrează propria-i creație poetică, Radu Stanca (Sebeș, 5 martie 1920 – 26 decembrie 1962, București) a relevat capacitatea baladei – specie prin excelență a genului epic – de „a se deghiza“ în spațiile lirico-dramatice, cultivând trinomul baladesc: 
1. lamentația (eroului cu fruntea pe-o limită tragică: Lamentația Ioanei d’Arc pe rug, Lamentația poetului pentru iubita sa, Nocturnă, Pistolul, Tristețe înainte de luptă, Un cneaz valah la porțile Sibiului etc.) – 
2. alegoria-legendară (povestea întâmplării / evenimentului la cea mai înaltă tensiune: Baladă studențească, Buffalo Bill, Douăsprezece umbre, Fata cu vioara, Regele visător, Trandafirul și călăul, Trenul fantomă, Turn înecat, Vraja vrăjilor etc.) – 
3. dramaticul eroic (adică Balada celor șapte focuri, Balada lacrimei de aur, Capul de fată, Cea mai frumoasă floare, Coșmarul tiranului, Domnița blestemată, Infidelul, Mică baladă de dragoste, Pajul cu părul de aur, Răzbunarea șarpelui, Sfatul țării, Spada regelui etc.). 
Nicolae Balotă sublinia faptul că «balada nu e pentru Radu Stanca un pretext istoric sau nu devine – pe plan tematic – o narațiune, ci un lied scenic; poetul se închipuie Un cneaz valah la porțile Sibiului, atât de vrăjit de coralul fecioarelor cetății, încât nu simte cum un dușman îl înjunghie; în alt poem ascultă un cântec misterios de orgă, transpus la 1707; într-o baladă studențească își bănuiește sfârșitul cântând moartea unui student inventator de visuri și practicant de alchimii erotice...» (Poezia, I, p. 392). Dar balada care „l-a impus“, care a rămas în memoria „cerchiștilor“ și a contemporanilor săi, îndeosebi, prin presentimentul thanatic de după „fantastica mască“ a eroului / autorului, este «Corydon»: Sunt cel mai frumos din orașul acesta, / Pe străzile pline când ies n-am pereche, / Atât de grațios port inelu-n ureche / Și-atât de-nflorite cravata și vesta, / Sunt cel mai frumos din orașul acesta. // (...) // C-un tainic creion îmi sporesc frumusețea, / Fac baie în cidru de trei ori pe noapte / Și-n loc de scuipat am ceva ca un lapte, / Pantofi cu baretă mi-ajută sveltețea / Și-un drog scos din sânge de scroafă noblețea. 
Marele câștig al poeziei românești datorat resurecției Cercului literar de la Sibiu, îndeosebi lui Radu Stanca, Ștefan Augustin Doinaș ș. a., constă în extinderea sferei baladescului de la o „scară națională“ la o „scară planetară / cosmică“. Ilustrativă în acest sens este și balada Turn înecat, turnul simbolizând axis mundi, având în crucea-i celestă o crăiasă adormită „de două mii de ani“, Runa, un soi zeiesc de „sămânță a lumii“, sortit a rodi după „cataclism“ (aluzie, poate, chiar al doilea război mondial): Turnul dormea-ntre ape liniștit / Și numai câteodată fețe sumbre / Se abăteau sub zidul lui tihnit, / Să-l tulbure cu sulițe și umbre. // Picior de om cu toate-acestea nu-i / Calcă spirala scării, unde Runa, / Sâmburul viu și pur, Regina lui, / De două mii de ani dormea întruna. // (...) // Furtună mare însă se lăsă / Odată-asupra lui, și-atunci, sălbatic, / Intrând pe geamuri, valul o fură / Și-o duse-n dar oceanului molatic. // Tot aplecându-și trupul ca un trunchi / S-o caute-n abise, de pe maluri, / Turnul căzu-ntr-o seară în genunchi / Și se-aruncă de dorul ei în valuri...

## Ștefan Augustin Doinaș și baladele lui
Un alt poet important al Cercului literar de la Sibiu, poetul Ștefan Augustin Doinaș a acordat o atenție specială acestei specii literare. Balada scrisa de el, „Alexandru refuzînd apa”, a făcut furori.